# Araxisi

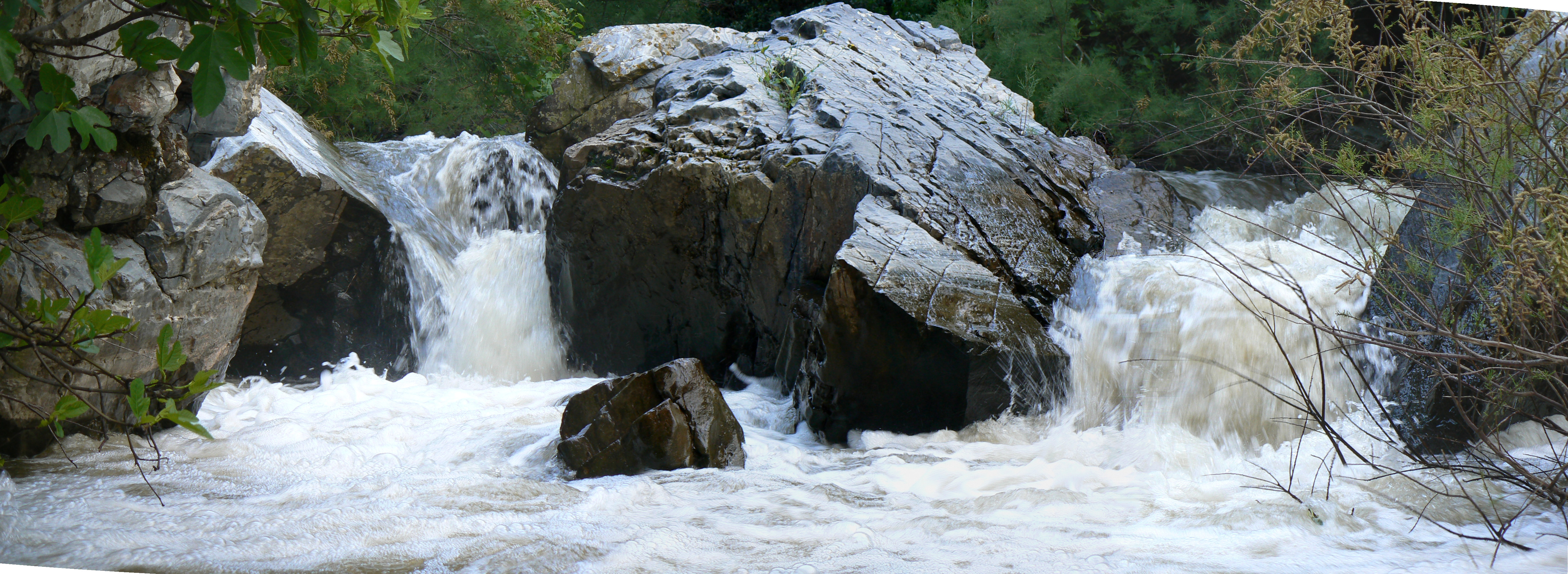
Il Rio Araxisi ad Asuni, sotto la rupe del Castel Medusa

Il Rio Araxisi è un fiume della Sardegna centrale, secondo affluente del Tirso dopo il Taloro. La sua lunghezza è di circa 70 km.

## Territori attraversati
Nasce sul Gennargentu di Desulo, dai versanti del Monte d'Iscudu.
Proseguendo verso le prime valli, riceve a sinistra le acque dei territori di Belvì e Aritzo e a destra quelli dei territori di Tonara dove è denominato rio s'Isca. 
Il suo percorso segna poi il confine tra Meana Sardo e Atzara prima, e tra Laconi e Samugheo poi: qui raccoglie le acque del Rio di Ortueri e prosegue verso il territorio di Asuni, dove segna il confine con Samugheo.
Raccolte le acque del Rio Bidissàriu in una affascinante confluenza sotto le rovine del Castel Medusa, gode di rinnovato vigore e prosegue fino al territorio di Ruinas, dove raccoglie le acque del Rio Imbessu. Il suo percorso prosegue verso il territorio di Allai e Busachi, confluendo poi sul Fiume Tirso a Valle della Diga Eleonora d'Arborea.

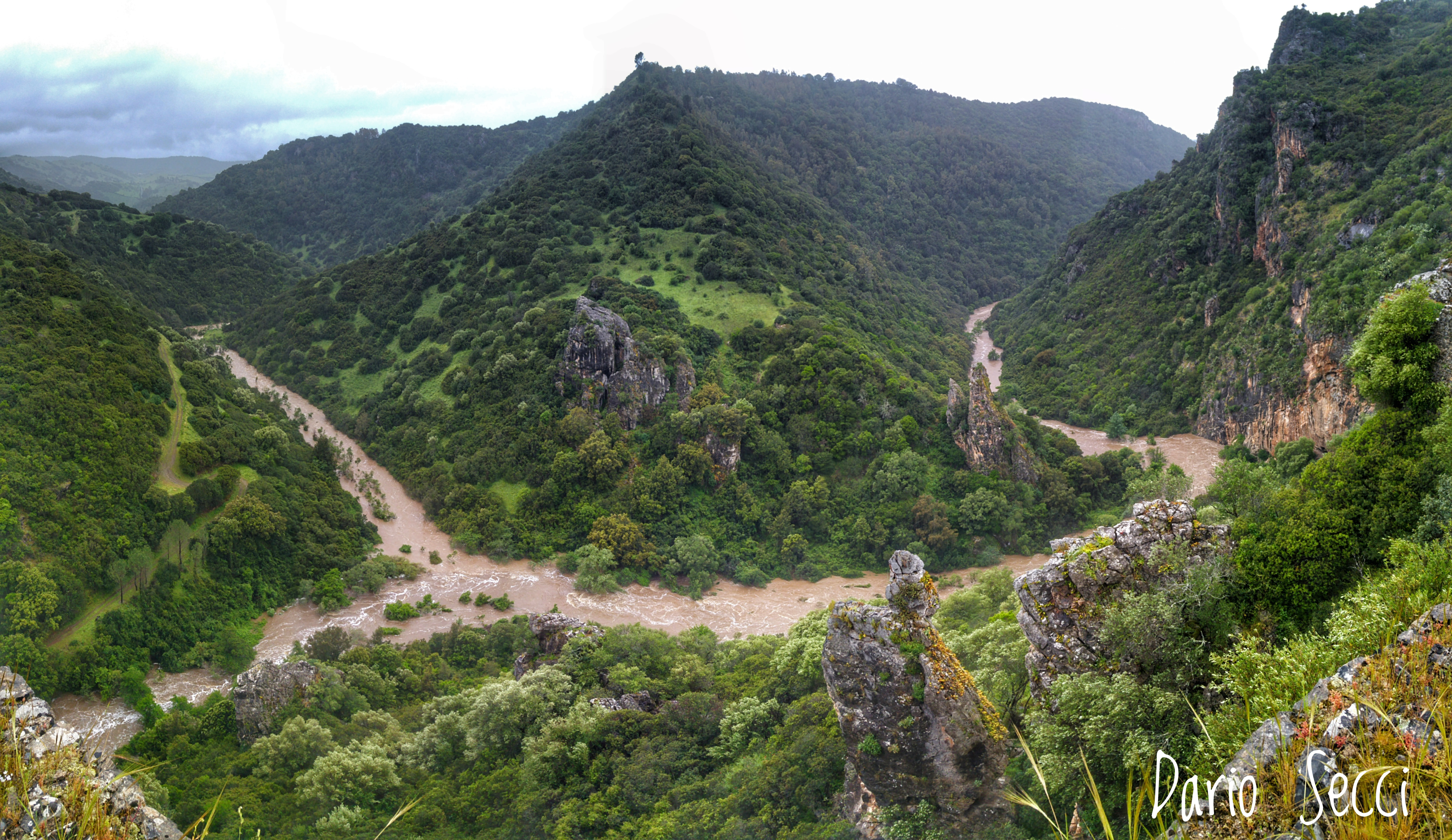
Il Rio Araxisi alla confluenza con il Bidissariu - maggio 2018

## Affluenti
Gli affluenti principali sono il Rio Bidissàriu, il Rio di Ortueri e il Flumini Imbessu.

## Curiosità
Il Rio Araxisi, come altri fiumi della Sardegna, presenta dei toponimi locali. Da monte verso valle si citano Rio s'Isca, Rio Uatzu, Rio Araxisi, Rio Su Melone, Rio Mannu, Rio Flumineddu, Rio Massari.